# Waldo von Reichenau
Waldo von Reichenau, auch Walto (* um 740; † 29./30. März 814 oder 815 in Saint-Denis bei Paris) war Abt von St. Gallen und Reichenau sowie Administrator der Bistümer Pavia und Basel.

## Leben und Wirken

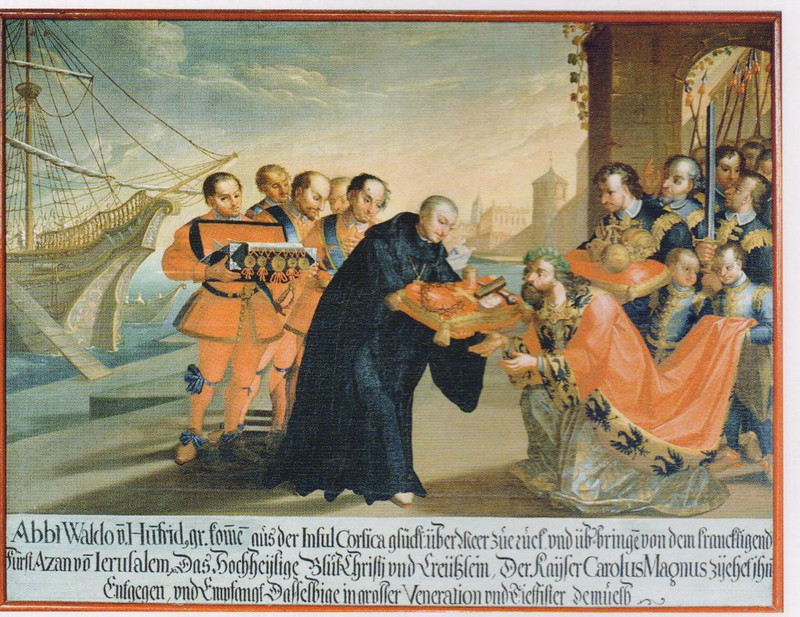
Abt Waldo von Reichenau begegnet Kaiser Karl dem Großen (barockes Gemälde)

Waldo von Reichenau entstammte einem hohen fränkischen Geschlecht. 770 ist er erstmals in St. Gallen als Diakon und Urkundenschreiber bezeugt. Für die Zeit von 770 bis 779 sind 17 von ihm unterzeichnete oder geschriebene Urkunden bekannt. Von ihm stammen auch die ersten Dorsualnotizen auf den Urkunden, womit ein geordnetes Aufbewahren der Urkunden, das Klosterarchiv, beginnt.
Die St. Galler Klosterbibliothek verdankte ihm eine wesentliche Bereicherung, da er an der Herstellung mehrerer Codices beteiligt war.
782 wurde Waldo zum Abt des Klosters St. Gallen ernannt, was zu Konflikten mit Bischof Egino von Konstanz führte. Aufgrund dieser Differenzen musste er vermutlich in der ersten Hälfte des Jahres 784 seine Abtwürde niederlegen.
In der Folge ist er als Mönch sowie von 786 bis 806 als Abt des Klosters Reichenau am Bodensee bezeugt, wo er nach St. Galler Vorbild eine Bibliothek und Klosterschule betrieb. Unter seiner Leitung entwickelte sich das Kloster Reichenau zu einem wichtigen kulturellen Zentrum im Karolingischen Reich, was sich auch darin zeigt, dass Egino von Verona auf Erlaubnis Waldos hin Reichenau als Alterssitz erwählte.
Als Erzieher und Berater König Pippins kam Waldo nach Pavia, wo er 791 bis 801 als Administrator des Bistums wirkte. Die gleiche Funktion war ihm auch von unbestimmter Zeit bis 802 oder 805  im Bistum Basel übertragen. 806 wurde er zum Reichsabt und Hausbischof der Abtei Saint-Denis bei Paris ernannt und starb dort am 29. oder 30. März 814.